# Pavel Mareš
Pavel Mareš (* 18. ledna 1976 Gottwaldov, Československo) je bývalý český fotbalový obránce. Majitel bronzové medaile z ME 2004.

## Klubová kariéra
Otrokovický odchovanec, který se přes týmy Ratíškovic a Zlína dostal do pražských Bohemians 1905. V prosinci 2001 přestoupil do Sparty Praha. V lednu 2003 přestoupil do ruského Zenitu Petrohrad, ze kterého se po čtyřech letech (2007) vrátil do pražské Sparty. V lednu 2009 odešel do Jihlavy.
V srpnu 2006 byl blízko přestupu do anglického Boltonu Wanderers, ale na poslední chvíli se transakce neuskutečnila.

## Reprezentační kariéra
Premiéru v českém reprezentačním A-mužstvu si odbyl v přátelském zápase proti Maďarsku 12. února 2002. Posledním zápasem bylo přátelské utkání 3. června 2006 proti Trinidadu a Tobagu. Celkem odehrál v tomto období 10 zápasů (z nich jen 3 kompletní) s bilancí 8 výher, 1 remíza a 1 prohra. Gól se mu nepodařilo vstřelit.
Nastoupil v základní sestavě ve vítězném utkání proti Německu (23. červen 2004, konečné skóre 2:1, poslední zápas českého týmu v základní skupině D, tým již měl jistý postup do čtvrtfinále z prvního místa) na ME 2004 v Portugalsku. Odehrál celý zápas. Byl členem týmu na MS 2006 v Německu, zde se na hřiště nedostal, v kvalifikaci odehrál jediný zápas.
Zápasy Pavla Mareše v A-mužstvu české reprezentace 
| Rok    | Zápasy | Góly |
| ------ | ------ | ---- |
| 2002   | 2      | 0    |
| 2004   | 5      | 0    |
| 2005   | 1      | 0    |
| 2006   | 2      | 0    |
| Celkem | 10     | 0    |